# 北赤道海流

世界の主な海流（暖流は赤、寒流は青）

北赤道海流（きたせきどうかいりゅう、英: North Equatorial Current）とは、北半球の熱帯海域を西に向かう海流。表層で北に、下層で南に向かう弱い循環流を伴う。北東貿易風によって形成され、大洋大循環の主要な要素。太平洋、大西洋では北緯10度から25度の貿易風帯に存在するが、インド洋では南西季節風の強い夏には現れない。太平洋の北赤道海流は中央アメリカ沖合でカリフォルニア海流と赤道反流の一部が合流してその源となるが、西に向かうとともに北側から海水を取り込み、流量がしだいに増大して、毎秒4500万tにも達する。西端のフィリピン沖で北上して黒潮へつながるが、一部は南下して赤道反流となり東流する。大西洋における北赤道海流も太平洋と同じく、北半球における亜熱帯循環を形成している。その東端はカナリア海流に源を発し，西側ではアンティル海流とフロリダ海流につながっている。レプトケファルが見られる。